# جاك رودي
جاك رودي (بالإنجليزية: Jack Ruddy)‏ هو لاعب كرة قدم بريطاني في مركز حراسة المرمى، ولد في 27 ديسمبر 1997 في غلاسكو في المملكة المتحدة. لعب مع ريال مورسيا ونادي بوري.

## وصلات خارجية
- جاك رودي على موقع الاتحاد الإسكتلندي (الإنجليزية)
- جاك رودي على موقع قاعدة بيانات كرة القدم.إي يو (الإنجليزية)
- جاك رودي على موقع Soccerbase.com (لاعب) (الإنجليزية)
- جاك رودي على موقع Soccerway.com (الإنجليزية)